# NGC 7301
NGC 7301 é uma galáxia espiral barrada (SBab) localizada na direcção da constelação de Aquarius. Possui uma declinação de -17° 34' 25" e uma ascensão recta de 22 horas, 30 minutos e 34,8 segundos.
A galáxia NGC 7301 foi descoberta em 1886 por Frank Leavenworth.